# Hausmannstätten
Hausmannstätten är en ort och kommun i Österrike. Den ligger i distriktet Graz-Umgebung i förbundslandet Steiermark,  150 km sydväst om huvudstaden Wien.
Kommunen består av två orter (Ortschaften) (inom parentes invånarantal 1 januari 2024):
- Berndorf (345)
- Hausmannstätten (3 432)